# 緣邊太陽魚
緣邊太陽魚為輻鰭魚綱鱸形目鱸亞目太陽魚科的其中一種，分布於北美洲美國北卡羅來納州Tar河至德州Brazos河流域，體長可達12公分，棲息在沙泥底質的湖泊、溪流或池塘等水域，屬肉食性，以橈腳類及小型甲殼類為食，可作為觀賞魚或遊釣魚。

## 擴展閱讀
維基物種上的相關：緣邊太陽魚